# La Légende de Beowulf (jeu vidéo)
Pour les articles homonymes, voir Beowulf (homonymie).
 (mars 2020).
Si vous disposez d'ouvrages ou d'articles de référence ou si vous connaissez des sites web de qualité traitant du thème abordé ici, merci de compléter l'article en donnant les références utiles à sa vérifiabilité et en les liant à la section « Notes et références ».
La Légende de Beowulf (titre original : Beowulf: The Game) est un jeu vidéo d'action développé et édité par Ubisoft en 2007 sur PlayStation 3, Windows, Xbox 360 et PlayStation Portable. Il s'agit de l'adaptation du film homonyme sorti en 2007.

## Distribution
- Les voix des personnages en version originale ont été enregistrés par les acteurs du film, notamment Ray Winstone, Brendan Gleeson et Anthony Hopkins.
- Dans le jeu, on retrouve Alan Ritchson en tant que modèle de personnage.

## Réception
Selon Joe Dodson de GameSpot, le jeu est divertissant mais bourré d'incohérences au regard du personnage Beowulf et de la fluidité du gameplay, une opinion partagée par Charles Onyett sur IGN.